# Edward Bruce, X conte di Elgin
Edward James Bruce, X conte di Elgin, XIV conte di Kincardine (9 giugno 1881 – 27 novembre 1968), è stato un ufficiale scozzese.

## Biografia
Era il figlio di Victor Bruce, IX conte di Elgin, e di sua moglie, Lady Constance Mary Carnegie.

## Carriera
Era stato un capitano della Forfar and Kincardine Royal Garrison Artillery Militia, e quando la Territorial Force è stato creato nel 1908, divenne Comandante del 1st Fife Artillery Volunteers con il grado di maggiore, una posizione che ha tenuto fino allo scoppio della prima guerra mondiale. Ha servito in guerra, raggiungendo il grado di tenente colonnello.
È stato assistente del segretario privato allo Stato Segretario per le Colonie (1908-1911) e direttore della Royal Bank of Scotland. È stato tenente della Royal Company of Archers.
Come colonnello territoriale, Lord Elgin tenne una serie di titoli onorari nella Territorial Army e nella Canadian Militia.
Massone, è stato il settantasettesimo Gran maestro della Gran loggia di Scozia.

## Matrimonio
Sposò, il 5 gennaio 1921, Katherine Elizabeth Cochrane, figlia di Thomas Cochrane, I barone Cochrane. Ebbero sei figli:
- Lady Martha Veronica Bruce (7 novembre 1921);
- Lady Jean Christian Bruce (12 gennaio 1923), sposò David Wemyss, ebbero due figli;
- Andrew Bruce, XI conte di Elgin (17 febbraio 1924);
- James Michael Edward Bruce (26 agosto 1927-22 aprile 2013)[4], sposò in prime nozze Margaret Jean Dagbjørt Coats, ebbero quattro figli, e in seconde nozze Morven-Anne Macdonald, ebbero quattro figli;
- Lady Alison Margaret Bruce (17 ottobre 1931), sposò Cleveland Stewart-Patterson, ebbero tre figli;
- Edward David Bruce (29 febbraio 1936), sposò Cleveland Stewart-Patterson, ebbero due figli.

## Morte
Morì il 27 novembre 1968.

## Ascendenza
|                                      |                             |                                       | Genitori                            |  |  | Nonni |  |  | Bisnonni                         |  |  | Trisnonni                       |  |
|                                      |                             |                                       |                                     |  |  |       |  |  | Thomas Bruce, VII conte di Elgin |  |  | Charles Bruce, V conte di Elgin |  |
|                                      |                             |                                       |                                     |  |  |       |  |  | Thomas Bruce, VII conte di Elgin |  |  | Charles Bruce, V conte di Elgin |  |
|                                      |                             | Martha White                          |                                     |  |  |       |  |  | Thomas Bruce, VII conte di Elgin |  |  |                                 |  |
| James Bruce, VIII conte di Elgin     |                             |                                       |                                     |  |  |       |  |  | Thomas Bruce, VII conte di Elgin |  |  |                                 |  |
|                                      |                             | Elizabeth Oswald                      | James Townsend Oswald               |  |  |       |  |  |                                  |  |  |                                 |  |
|                                      |                             | Elizabeth Oswald                      | James Townsend Oswald               |  |  |       |  |  |                                  |  |  |                                 |  |
|                                      |                             | Elizabeth Oswald                      | Janet Grey                          |  |  |       |  |  |                                  |  |  |                                 |  |
| Victor Bruce, IX conte di Elgin      |                             | Elizabeth Oswald                      |                                     |  |  |       |  |  |                                  |  |  |                                 |  |
|                                      |                             | John Lambton, I conte di Durham       | William Henry Lambton               |  |  |       |  |  |                                  |  |  |                                 |  |
|                                      |                             | John Lambton, I conte di Durham       | William Henry Lambton               |  |  |       |  |  |                                  |  |  |                                 |  |
|                                      |                             | John Lambton, I conte di Durham       | Anne Frances Villiers               |  |  |       |  |  |                                  |  |  |                                 |  |
| Mary Louisa Lambton                  |                             | John Lambton, I conte di Durham       |                                     |  |  |       |  |  |                                  |  |  |                                 |  |
|                                      |                             | Louisa Grey                           | Charles Grey, II conte Grey         |  |  |       |  |  |                                  |  |  |                                 |  |
|                                      |                             | Louisa Grey                           | Charles Grey, II conte Grey         |  |  |       |  |  |                                  |  |  |                                 |  |
|                                      |                             | Louisa Grey                           | Mary Ponsonby                       |  |  |       |  |  |                                  |  |  |                                 |  |
| Edward Bruce, X conte di Elgin       |                             | Louisa Grey                           |                                     |  |  |       |  |  |                                  |  |  |                                 |  |
|                                      | James Carnegie, V baronetto | David Carnegie, IV baronetto          |                                     |  |  |       |  |  |                                  |  |  |                                 |  |
|                                      | James Carnegie, V baronetto | David Carnegie, IV baronetto          |                                     |  |  |       |  |  |                                  |  |  |                                 |  |
|                                      | James Carnegie, V baronetto | Agnes Murray Elliot                   |                                     |  |  |       |  |  |                                  |  |  |                                 |  |
| James Carnegie, IX conte di Southesk | James Carnegie, V baronetto |                                       |                                     |  |  |       |  |  |                                  |  |  |                                 |  |
|                                      |                             | Charlotte Lysons                      | Daniel Lysons                       |  |  |       |  |  |                                  |  |  |                                 |  |
|                                      |                             | Charlotte Lysons                      | Daniel Lysons                       |  |  |       |  |  |                                  |  |  |                                 |  |
|                                      |                             | Charlotte Lysons                      | Sarah Hardy                         |  |  |       |  |  |                                  |  |  |                                 |  |
| Constance Mary Carnegie              |                             | Charlotte Lysons                      |                                     |  |  |       |  |  |                                  |  |  |                                 |  |
|                                      |                             | Charles Noel, I conte di Gainsborough | Gerard Noel, II baronetto           |  |  |       |  |  |                                  |  |  |                                 |  |
|                                      |                             | Charles Noel, I conte di Gainsborough | Gerard Noel, II baronetto           |  |  |       |  |  |                                  |  |  |                                 |  |
|                                      |                             | Charles Noel, I conte di Gainsborough | Diana Middleton                     |  |  |       |  |  |                                  |  |  |                                 |  |
| Catherine Hamilton Noel              |                             | Charles Noel, I conte di Gainsborough |                                     |  |  |       |  |  |                                  |  |  |                                 |  |
|                                      |                             | Arabella Hamlyn-Williams              | James Hamlyn-Williams, II baronetto |  |  |       |  |  |                                  |  |  |                                 |  |
|                                      |                             | Arabella Hamlyn-Williams              | James Hamlyn-Williams, II baronetto |  |  |       |  |  |                                  |  |  |                                 |  |
|                                      |                             | Arabella Hamlyn-Williams              | Diana Anne Whitaker                 |  |  |       |  |  |                                  |  |  |                                 |  |
|                                      |                             | Arabella Hamlyn-Williams              |                                     |  |  |       |  |  |                                  |  |  |                                 |  |